# Handball-DDR-Oberliga (Männer) 1989/90
Mit der Handball-DDR-Oberliga der Männer 1989/90, der höchsten Spielklasse im Hallenhandball der DDR dieser Saison, wurde der  40. DDR-Meister in dieser Sportart ermittelt.

## Saisonverlauf
Die Handball-Oberliga trug ihr erstes Punktspiel am 20. September 1989 aus. Wenige Wochen danach nahm in der DDR die politische Wende ihren Lauf, der tiefgreifende Veränderungen in Politik und Wirtschaft folgten. Erste Auswirkungen machten sich bereits in der laufenden Oberligasaison bemerkbar, die zunächst die Sportvereinigung Dynamo betrafen. Deren zentraler Sportclub Dynamo Berlin nahm im April 1990 den neutralen Namen 1. SC Berlin an. Die ebenfalls unter dem Dach der SV Dynamo agierenden SG Dynamo Halle-Neustadt löste sich im Laufe der Saison auf, sodass deren Spiele annulliert werden mussten. Trotz der Turbulenzen um den SC Dynamo sicherte sich dieser als 1. SC Berlin den Meistertitel. Der Grundstein dazu wurde bereits in der ersten Hälfte der Saison gelegt, als die Ost-Berliner bis zum 10. Spieltag unbesiegt blieben. Erst nach der 19:20-Niederlage bei der BSG Wismut Aue geriet Dynamo gegenüber dem Dauerrivalen SC Empor Rostock mit zwei Punkten in Rückstand. Erst vier Spieltage vor Saisonende hatten die Berliner wieder nach Minuspunkten die Vorhand gegenüber Rostock, da diese 26:29 in Eisenach verloren. Am vorletzten Spieltag musste dann Empor nach einer 20:21-Heimniederlage gegen den SC Magdeburg endgültig die Tabellenführung bis zum Saisonende an den 1. SC Berlin abgeben. Der Vorjahresmeister ASK Vorwärts Frankfurt war ebenfalls von der Wendezeit betroffen, denn zahlreiche Stammspieler nutzten die geöffneten Grenzen und schlossen sich Vereinen in der Handball-Bundesliga an. Derart geschwächt erreichten die Frankfurter Armeehandballer nur den sechsten Platz hinter der besten Betriebssportgemeinschaft Motor Eisenach (5.). Mit der BSG Chemie Piesteritz und der HG 85 Köthen traten zwei Neulinge aus der DDR-Liga an. Durch den Rückzug der SG Dynamo Halle-Neustadt konnte sich die BSG Chemie als 10. vor dem Abstieg retten, während die HG 85 Köthen wieder in die Zweitklassigkeit zurück musste. In dieser Saison entschied die Tordifferenz über die endgültige Platzierung bei Mannschaften mit gleicher Punktzahl.

## Tabellen

### Abschlusstabelle
| Pl. | Mannschaft                      | Sp. | S  | U | N  | Tore    | Diff. | Punkte |
| --- | ------------------------------- | --- | -- | - | -- | ------- | ----- | ------ |
| 1.  | 1. SC Berlin                    | 20  | 17 | 2 | 1  | 508:407 | +101  | 36:40  |
| 2.  | SC Empor Rostock (P)            | 20  | 16 | 1 | 3  | 494:439 | +55   | 33:70  |
| 3.  | SC Magdeburg                    | 20  | 13 | 1 | 6  | 453:390 | +63   | 27:13  |
| 4.  | SC Leipzig                      | 20  | 11 | 4 | 5  | 443:389 | +54   | 26:14  |
| 5.  | BSG Motor Eisenach              | 20  | 10 | 3 | 7  | 431:452 | −21   | 23:17  |
| 6.  | ASK Vorwärts Frankfurt (M)      | 20  | 7  | 4 | 9  | 412:400 | +12   | 18:22  |
| 7.  | BSG Wismut Aue                  | 20  | 6  | 2 | 12 | 434:448 | −14   | 14:26  |
| 8.  | BSG Post Schwerin               | 20  | 5  | 4 | 11 | 424:449 | −25   | 14:26  |
| 9.  | SG Stahl Brandenburg/Kirchmöser | 20  | 5  | 2 | 13 | 416:471 | −55   | 12:28  |
| 10. | BSG Chemie Piesteritz (N)       | 20  | 4  | 2 | 14 | 388:470 | −82   | 10:30  |
| 11. | HG 85 Köthen (N)                | 20  | 2  | 3 | 15 | 382:470 | −88   | 07:33  |
| 12. | SG Dynamo Halle-Neustadt        | 0   | 0  | 0 | 0  | 000:000 | ±0    | 0:0    |

1. ↑  Namensänderung im Saisonverlauf: SC Dynamo Berlin (1.–10. Spieltag) ⇒ 1. Polizei-Sportclub (PSC) Berlin (11.–16. Spieltag) ⇒ 1. SC Berlin.
2. ↑  Die SG Dynamo Halle-Neustadt löste sich im Januar 1990 auf.

Legende:
  DDR-Meister und Teilnehmer am Europapokal der Landesmeister 1990/91 
  Pokalsieger und Teilnehmer am Europapokal der Pokalsieger 1990/91 
  Teilnehmer am IHF-Pokal 1990/91 
  Absteiger in die DDR-Liga 1990/91 
 (M) DDR-Meister 1989, (P) FDGB-Pokalsieger 1989, (N) Aufsteiger aus der DDR-Liga 1988/89

### Kreuztabelle
| 1989/90 20. September 1989 – 26. Mai 1990 | 1989/90 20. September 1989 – 26. Mai 1990 | 1. SC Berlin | SC Empor Rostock | SC Magdeburg | SC Leipzig | BSG Motor Eisenach | ASK Vorwärts Frankfurt | BSG Wismut Aue | BSG Post Schwerin | SG Stahl Brandenburg/Kirchmöser | BSG Chemie Piesteritz | HG 85 Köthen | SG Dynamo Halle-Neustadt |
| ----------------------------------------- | ----------------------------------------- | ------------ | ---------------- | ------------ | ---------- | ------------------ | ---------------------- | -------------- | ----------------- | ------------------------------- | --------------------- | ------------ | ------------------------ |
| 01.                                       | 1. SC Berlin                              |              | 28:18            | 24:21        | 24:19      | 28:19              | 25:17                  | 30:19          | 23:18             | 21:20                           | 27:13                 | 28:19        | 27:24                    |
| 02.                                       | SC Empor Rostock                          | 23:23        |                  | 20:21        | 27:20      | 22:18              | 26:22                  | 27:24          | 22:16             | 26:24                           | 33:22                 | 29:25        | 30:19                    |
| 03.                                       | SC Magdeburg                              | 25:27        | 26:30            |              | 24:20      | 25:13              | 18:13                  | 22:16          | 24:17             | 25:18                           | 21:17                 | 30:14        | -:-                      |
| 04.                                       | SC Leipzig                                | 20:20        | 19:22            | 21:15        |            | 27:21              | 19:19                  | 19:17          | 26:19             | 28:19                           | 31:19                 | 20:14        | 29:21                    |
| 05.                                       | BSG Motor Eisenach                        | 27:28        | 29:26            | 17:17        | 22:21      |                    | 19:18                  | 24:23          | 33:25             | 22:21                           | 21:18                 | 27:25        | -:-                      |
| 06.                                       | ASK Vorwärts Frankfurt                    | 23:25        | 17:18            | 22:21        | 22:22      | 21:16              |                        | 25:19          | 20:20             | 23:10                           | 24:15                 | 21:19        | 24:22                    |
| 07.                                       | BSG Wismut Aue                            | 20:19        | 23:24            | 23:27        | 19:19      | 21:23              | 22:17                  |                | 22:22             | 26:24                           | 29:18                 | 27:18        | -:-                      |
| 08.                                       | BSG Post Schwerin                         | 22:28        | 25:30            | 18:27        | 16:19      | 24:17              | 22:20                  | 27:22          |                   | 21:21                           | 25:20                 | 29:15        | -:-                      |
| 09.                                       | SG Stahl Brandenburg/Kirchmöser           | 18:24        | 23:24            | 19:18        | 16:31      | 18:19              | 26:25                  | 24:21          | 26:25             |                                 | 19:23                 | 22:17        | -:-                      |
| 10.                                       | BSG Chemie Piesteritz                     | 20:22        | 19:26            | 21:25        | 17:23      | 24:24              | 21:21                  | 19:23          | 17:16             | 26:22                           |                       | 22:19        | 18:29                    |
| 11.                                       | HG 85 Köthen                              | 26:34        | 15:21            | 20:21        | 17:19      | 20:20              | 17:22                  | 20:18          | 17:17             | 26:26                           | 19:17                 |              | 17:24                    |
| 12.                                       | SG Dynamo Halle-Neustadt                  | -:-          | -:-              | 17:18        | -:-        | 23:23              | -:-                    | 28:23          | 18:19             | 25:22                           | -:-                   | -:-          |                          |

### Torschützenliste
|     | Spieler             | Verein                          | Tore / 7 m |
| --- | ------------------- | ------------------------------- | ---------- |
| 01. | Rüdiger Borchardt   | SC Empor Rostock                | 149 / 53   |
| 02. | Jürgen Querengässer | 1. SC Berlin                    | 114 / 52   |
| 03. | Frank-Michael Wahl  | SC Empor Rostock                | 102 / 12   |
| 04. | Ralf Bausch         | BSG Wismut Aue                  | 101 / 29   |
| 05. | René Croy           | BSG Wismut Aue                  | 097 / 20   |
| 06. | Ralf Krücken        | SG Stahl Brandenburg/Kirchmöser | 096 / 34   |
| 07. | Holger Schneider    | BSG Post Schwerin               | 091 / 13   |
| 08. | Maik Haase          | BSG Chemie Piesteritz           | 090 / 0–   |
| 08. | Holger Winselmann   | SC Magdeburg                    | 090 / 08   |

## Statistik
In der Oberligasaison 1989/90 wurden zunächst 132 Spiele ausgetragen, nach Annullierung der Hinrundenspiele der SG Dynamo Halle-Neustadt reduzierte sich die Zahl der regulären Spiele auf 110. In diesen Begegnungen fielen 4.785 Tore, durchschnittlich rund 43 Treffer pro Spiel. Die meisten Tore erzielte der Meister 1. SC Berlin, dessen Spieler 508-mal trafen. Sie waren auch an der torreichsten Begegnung HG 85 Köthen – 1. SC Berlin beteiligt, in der 60 Tore fielen und 26:34 endete. Den höchsten Sieg landete der SC Magdeburg durch ein 30:16 gegen Köthen. Torschützenkönig wurde zum zweiten Mal hintereinander der Rostocker Rüdiger Borchardt. Er warf 149 Tore, von denen er 53 vom Siebenmeterpunkt erzielte. In der Saison wurden 957 Siebenmeter gegeben, von denen 707 (≈ 74 %) verwandelt wurden. Herausstellungen (2-Minuten-Zeitstrafe) gab es 709, wobei Uwe Döhnel von der HG 85 Köthen mit 21 die meisten erhielt.

## Meistermannschaft
| 1. SC Berlin          | 1. SC Berlin |
| --------------------- | --- |
| Logo vom 1. SC Berlin | Tor: Lutz Grosser (20/–), Carsten Hein (19/1) Feldspieler: Jürgen Querengässer (20/114), Stephan Hauck (20/68) , Andreas Wigrim (10/37), Frank Moser (11/21), Heiko Bonath (19/42), Jean Baruth (19/46), Helge Janeck (20/48), Jens Lause (18/11), Oliver Plohmann (10/13), Stephan Lache (9/34), Andreas Neitzel (20/34), Jörg Sonnefeld (20/39) – (Spiele/Tore) Trainer: Gunter Funk und Arnfried Hetzer |